# 田口直人
田口 直人（たぐち なおと、1946年（昭和21年）1月24日 - 2021年（令和3年）2月23日） は、日本の政治家。初代十日町市長。
新潟県中魚沼郡川西町（現十日町市）大字木落出身。萬歳章（JA新潟中央会会長）とは、加茂農林高校の同級生。

## 経歴
- 1965年（昭和40年） - 新潟県立加茂農林高等学校（農業土木科）卒業
  - 日本国有鉄道（現JR東日本）信濃川工事局勤務。
  - 冬期分校助教諭。
  - 農業（稲作、きのこ）新潟県指導農業士。
  - 川西町農業委員会委員（3期）
  - 川西町議会議員（4期）副議長。
- 1999年（平成11年） - 川西町長（1期）
- 2003年（平成15年） - 川西町長（2期）
- 2005年（平成17年） - 十日町市長（初代）
- 2009年（平成21年） - 市長選で敗退[3]。
- 2014年（平成26年）- 6月7日、JA十日町経営管理委員会会長に就任[4][5]。
- 2016年（平成28年） - 旭日小綬章受章[6]。
- 2021年（令和3年） - 誤嚥性肺炎のため死去、75歳[2]。

## 公約
- 新市改革のまちづくり。
- 震災復興が最優先。
- 新設合併の精神とは。
- まるごとそのまま観光地。
- 新しい魚沼農業とは。